# L'As du lycée
 (juillet 2020).
L'As du lycée est une série télévisée burkinabè créée et réalisée par Missa Hébié. Elle comporte 40 épisodes. Ses épisodes ont une durée moyenne de 14 minutes. L'As du lycée a été tourné au siège de la production Faso Films, à Gounghin, quartier populaire de Ouagadougou.

## Synopsis
Ismaël, 12 ans, est fils de gardien. Le patron de son père l'a inscrit cette année dans le même collège huppé que sa fille, Fanny. Issu d'un milieu pauvre, il n'est cependant pas accepté par les autres élèves. Heureusement, Fanny lui voue une amitié à toute épreuve.

## Distribution
- Herve Gouéne : Ismaël
- David Zouli Ouédraogo : Kouka
- Pauline Tapsoba : Nopoko
- Marie Ruth Hien : Fanny
- Laure Guire : Clémence
- Jean-Yves Taoko : Pascal
- Fatima Jolita Ouédraogo : Nosyande
- Kenzy Bationo : Joe
- Assita Tiendrebeogo : La mere de Joe
- Madina Ouédraogo : Patricia
- Charlotte Zabsonre : Mimi
- Alioune Nyamba : Joufflu
- Nassir Simpore : Chef de classe
- Siaka Yra : Malick le vigile
- Barthelemy Bouda : le proviseur
- Boniface Kagambega : le surveillant
- Sékou Oumar Sidibé : Professeur de SVT